# Corono (hijo de Céneo)
En la mitología griega, Corono (Κόρωνος / Kórōnos: «encorvado»; lat.: Coronus), hijo de Céneo, fue rey de los lápitas. Vivió en Girtón (Tesalia).
Tomó parte en la expedición de los Argonautas. Tuvo dos hijos: Leonteo y Lisídice.  
Cuando surgieron los conflictos entre los lápitas y los dorios, su rey Egimio (o Egincio) solicitó la ayuda de Heracles, con lo que consiguió derrotar a los lápitas. Corono fue muerto por Heracles.